# 達爾文寬額魨
達爾文寬額魨為輻鰭魚綱魨形目四齒魨亞目四齒魨科的其中一種，分布於中西太平洋巴布亞紐幾內亞海域及半鹹水域，體長可達9.5公分，棲息在底層水域，生活習性不明。

## 扩展阅读
維基物種上的相關：達爾文寬額魨